# 秘密 (aikoのアルバム)
『秘密』（ひみつ）は、aikoのメジャー通算8枚目のアルバム。 2008年4月2日にポニーキャニオンから発売された。

## 解説
前作『彼女』から1年7か月ぶりのオリジナル・アルバム。初回限定盤のみカラートレイ仕様。
「シアワセ」「二人」「横顔」「星のない世界」の4曲のシングル曲を収録。

## チャート成績
デイリーランキングでは1位を獲得したが、週間ランキングでは4th『秋 そばにいるよ』（2002年）以来の2位となった。

## キャンペーン
初回限定盤・通常盤双方に無料ライヴ「aiko 10th Anniversary ちょっと嬉しいHappy Surprise vol.3 裏Love Like Rock～60分1本勝負～」の応募IDが封入された。

## トラックリスト
| 全作詞・作曲: AIKO、全編曲: 島田昌典（8:根岸孝旨）。 |                   |       |            |      |
| #                                                    | タイトル          | 作詞  | 作曲・編曲 | 時間 |
| 1.                                                   | 「You & Me both」 | AIKO  | AIKO       | 2:32 |
| 2.                                                   | 「二人」          | AIKO  | AIKO       | 4:54 |
| 3.                                                   | 「学校」          | AIKO  | AIKO       | 5:41 |
| 4.                                                   | 「キョウモハレ」  | AIKO  | AIKO       | 5:38 |
| 5.                                                   | 「横顔」          | AIKO  | AIKO       | 5:06 |
| 6.                                                   | 「秘密」          | AIKO  | AIKO       | 6:27 |
| 7.                                                   | 「ハルとアキ」    | AIKO  | AIKO       | 5:42 |
| 8.                                                   | 「星電話」        | AIKO  | AIKO       | 4:45 |
| 9.                                                   | 「恋道」          | AIKO  | AIKO       | 4:29 |
| 10.                                                  | 「星のない世界」  | AIKO  | AIKO       | 5:29 |
| 11.                                                  | 「シアワセ」      | AIKO  | AIKO       | 5:25 |
| 12.                                                  | 「ウミウサギ」    | AIKO  | AIKO       | 6:11 |
| 13.                                                  | 「約束」          | AIKO  | AIKO       | 5:37 |
| 合計時間:                                            | 合計時間:         | 67:56 |            |      |

## 収録曲
1. You & Me both
2. 二人
23rdシングル
3. 学校
4. キョウモハレ
5. 横顔
22ndシングル（両A面シングル）の2ndトラック
日本テレビ系ドラマ「ホタルノヒカリ」主題歌。
6. 秘密
7. ハルとアキ
8. 星電話
9. 恋道
10. 星のない世界
22ndシングル（両A面シングル）の1stトラック
ニンテンドーDSソフト『FINAL FANTASY CRYSTAL CHRONICLES Ring of Fates』イメージソング。
11. シアワセ
21stシングル
12. ウミウサギ
13. 約束

## 演奏
- aiko：Vocals,All Background Vocals
- 島田昌典
  - Piano (#1-6.9-13)
  - Hammond (#1-7.10.11.12.13)
  - Guitars (#2)
  - Percussion (#2.3.4.6)
  - Fender Rhodes,Harpsichord (#4)
  - Tambourine (#5.7.9.10.13)
  - Wurlitzer (#7.11)
  - Vox Jaguar,Organ (#9)
  - Electric Guitar (#10)
  - Mellotron (#13)
- 佐野康夫：Drums (#1-6.8.9.10.11)
- 美久月千晴：Bass (#1.2.3.5.6.7.11)
- 西川進
  - Guitars (#1-5.7.8.9.11.13)
  - Electric Guitar (#10)
- 真部裕ストリングス：Strings (#1.4.7)
- クラッシャー木村ストリングス：Strings (#2.5.13)
- 佐々木史郎：Trumpet (#3.7.9)
- 澤野博敬：Trumpet (#3)
- 河合わかば・青木タイセイ：Trombone (#3)
- 庵原良司：Tenor Sax (#3.9)
- 勝田一樹
  - Alto Sax (#3)
  - Tenor Sax (#7)
- aiko with はるちゃんに敬礼隊：Hand Claps (#3)
- スティング宮本：Bass (#4)
- 狩野良昭：Guitars (#6)
- 篠崎正嗣ストリングス：Strings (#6)
- 伊藤史朗：Drums (#7.12)
- 小林太：Trumpet (#7)
- 佐野聡・橋本佳明：Trombone (#7)
- 住友紀人：Tenor Sax (#7)
- 根岸孝旨：Bass,Guitars,Tambourine (#8)
- 本間昭光：Piano,Hammond (#8)
- 落合徹也ストリングス：Strings (#8)
- 木本ヤスオ：Manipulation (#8)
- 沖山優司：Bass (#9.10.13)
- 中路英明：Trombone (#9)
- 秋山浩徳
  - Acoustic Guitar (#10)
  - Guitars (#12)
- 梯郁夫：Percussion (#11)
- 金原千恵子ストリングス：Strings (#11)
- 竹下欣伸：Bass (#12)
- 玉田豊夢：Drums (#13)